# Afet ve Acil Durum Yönetimi Başkanlığı

Afet ve Acil Durum Yönetimi Başkanlığı, abgekürzt AFAD, ist die Katastrophenschutzbehörde der Türkei, die auch für internationale humanitäre Hilfe zuständig ist.

## Geschichte
Erste gesetzliche Regelungen zum Katastrophenschutz wurden in der Türkei 1959 festgelegt. 1988 regelte eine Verfügung (Afetlere İlişkin Acil Yardım Teşkilatı ve Planlama Esaslarına Dair Yönetmelik) die Prinzipien von Planung und Organisation von Katastropheneinsätzen. Eine eigene zuständige Stelle war dafür noch nicht vorgesehen. Nachdem die staatlichen Hilfsmaßnahmen beim Erdbeben von Gölcük 1999 für zu langsam und unzureichend befunden worden waren, wurden ernsthafte Überlegungen zur Schaffung einer eigenen Behörde für den Katastrophenschutz angestellt.
Am 17. Dezember 2009 wurde AFAD gegründet und löste damit mehrere Ämter für Notfallmaßnahmen, Zivilschutz und Katastrophenschutz ab.

## Organisation
Die Behörde unterstand bis 2018 dem Amt des Ministerpräsidenten, seither ist sie dem Innenministerium unterstellt. Die Behörde hat ihren Sitz in Ankara. In allen 81 Provinzen unterhält sie regionale Nothilfe- und Katastrophenschutzstellen, die den jeweiligen Gouverneuren unterstellt sind. In elf Provinzen betreibt AFAD auch Search-and-Rescue-Einheiten.
Die Website der Behörde stellt Inhalte auf Türkisch und auf Englisch bereit.

## Aufgaben
Zu den Aufgaben von AFAD zählen direkte Notfall- und Katastrophenhilfe, die Planung, Steuerung und Koordination von Aktivitäten, die zur Verhinderung von Katastrophen und zum Minimieren von Schäden dienen, sowie Sanierungs- und Wiederaufbautätigkeiten nach Katastrophen. Ein besonderes Augenmerk wird auch auf Risikomanagement gelegt. Zusätzlich ist AFAD für humanitäre Hilfseinsätze der Türkei im Ausland zuständig.
Die Behörde kooperiert mit einer Reihe von anderen staatlichen und nichtstaatlichen Organisationen.

## Kritik
Zur AFAD-Koordinierung der Hilfen nach dem Erdbeben in der Türkei und Syrien 2023 kam es aus diversen Gründen zur Kritik.

## Belege
1. 1 2 3  AFAD: A decade in humanitarian action for Turkish agency. In: dailysabah.com. 16. Dezember 2019, abgerufen am 25. Januar 2020 (englisch).
2. 1 2 3 4 5  About us. In: afad.gov.tr. Abgerufen am 25. Januar 2020 (englisch).
3. 1 2  Prime Ministry, Disaster and Emergency Management Authority (AFAD). In: preventionweb.net. Abgerufen am 25. Januar 2020 (englisch).
4. ↑  Erdbebenhilfe in der Türkei : Mit dem Logo der Regierungspartei. In: Frankfurter Allgemeine Zeitung. Abgerufen am 15. März 2023.